# 里科·弗莱穆特

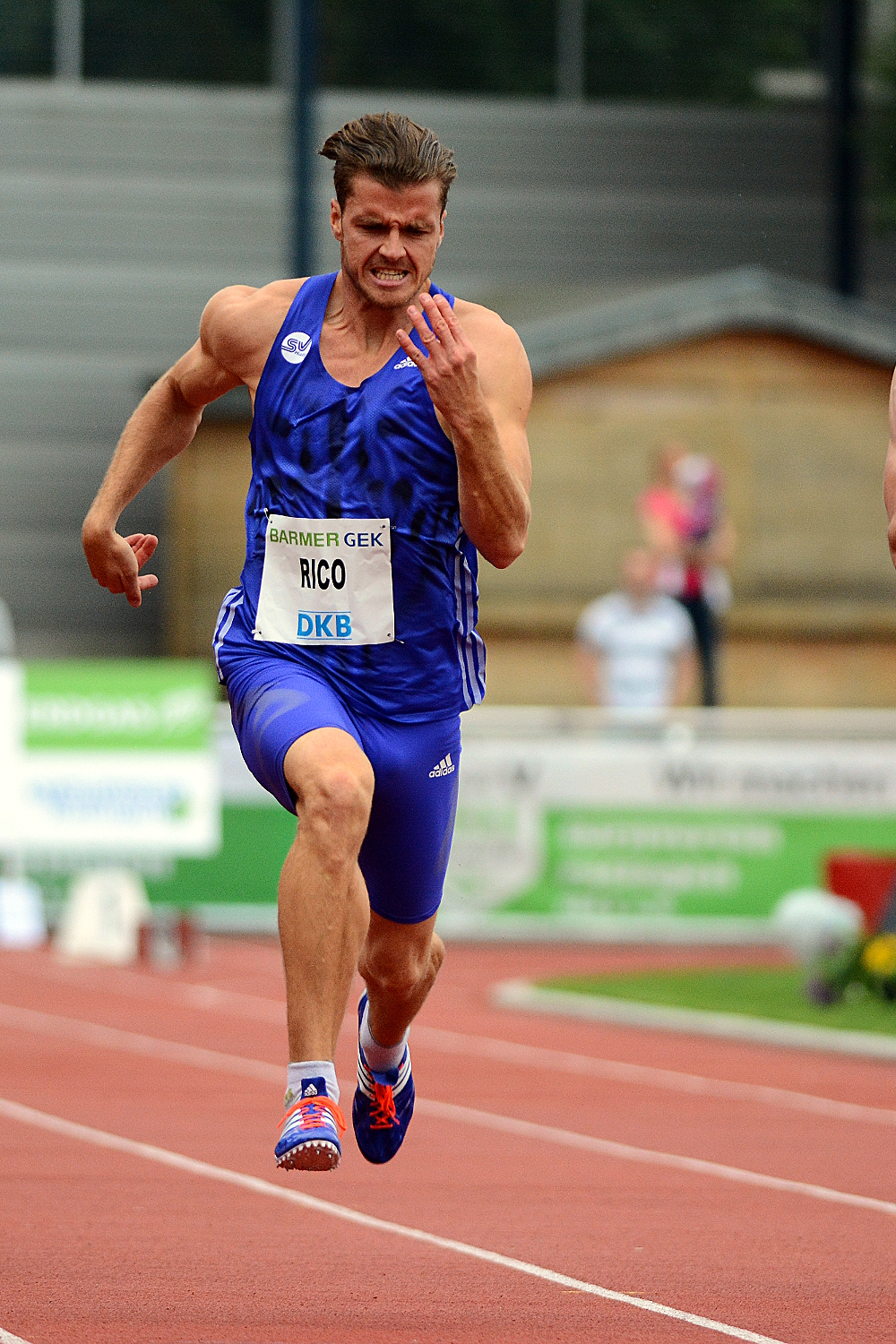
里科·弗莱穆特

里科·弗莱穆特（德語：Rico Freimuth，1988年3月14日—）是一名专攻十项全能的德国田径运动员。他在世界田径锦标赛上获得两枚奖牌，分别是2015年的铜牌和2017年的银牌。